# Comté de Rivière-du-Loup
Pour les articles homonymes, voir Rivière du Loup.
Le comté de Rivière-du-Loup était un comté municipal du Québec ayant existé entre 1930 et le début des années 1980. Son territoire a été détaché du Comté de Témiscouata. Le territoire qu'il couvrait est aujourd'hui compris dans la région administrative du Bas-Saint-Laurent, et correspondait à ceux de l'actuelle municipalité régionale de comté de Rivière-du-Loup et d'une partie de celle des Basques. Son chef-lieu était la municipalité de Rivière-du-Loup.

## Municipalités situées dans le comté
- L'Isle-Verte
- Notre-Dame-des-Neiges-des-Trois-Pistoles (renommé Notre-Dame-des-Neiges en 1997[1])
- Notre-Dame-des-Sept-Douleurs
- Notre-Dame-du-Portage (en partie dans le comté de Kamouraska)
- Rivière-du-Loup (nommé Fraserville jusqu'en 1919[2])
- Saint-Antonin
- Saint-Arsène
- Saint-Clément
- Saint-Cyprien (créé en 1883 sous le nom de municipalité du canton de Hocquart ; renommé Saint-Cyprien en 1959[3])
- Sainte-Françoise (détaché de Notre-Dame-des-Neiges-des-Trois-Pistoles en 1873[4])
- Saint-Éloi
- Saint-Épiphane (créé en 1855 sous le nom de municipalité du canton de Viger ; renommé Saint-Épiphane en 1894[5])
- Sainte-Rita (créé en 1948 sous le nom de municipalité de Raudot ; renommé Sainte-Rita en 1963[6])
- Saint-François-Xavier-de-Viger (détaché de Saint-Épiphane et de Saint-Hubert en 1950[7])
- Saint-Georges-de-Cacouna, municipalité de paroisse (créé sous le nom de Saint-Georges-de-Kakouna, renommé Saint-Georges de Cacouna en 1875 ; fusionné avec le village de Saint-Georges-de-Cacouna en 2006 pour former la municipalité de Cacouna[8])
- Saint-Georges-de-Cacouna, village (détaché de la municipalité de paroisse de Saint-Georges-de-Kakouna en 1869, renommé Saint-Georges de Cacouna en 1875 ; fusionné avec la même municipalité de paroisse en 2006 pour former la municipalité de Cacouna[9])
- Saint-Hubert-de-Témiscouata (créé en 1895 ; renommé Saint-Hubert-de-Rivière-du-Loup en 1997[10])
- Saint-Jean-Baptiste-de-l'Isle-Verte (fusionné à L'Isle-Verte en 2000[11])
- Saint-Jean-de-Dieu (créé en 1865 sous le nom de municipalité du canton de Bégon ; renommé Saint-Jean-de-Dieu en 1947[12])
- Saint-Modeste
- Saint-Patrice-de-la-Rivière-du-Loup (fusionné à Rivière-du-Loup en 1998[13])
- Saint-Paul-de-la-Croix
- Trois-Pistoles (détaché de Notre-Dame-des-Neiges-des-Trois-Pistoles en 1916[14])

## Formation
Le comté de Rivière-du-Loup a été détaché du comté de Témiscouata le 4 avril 1930, à l'occasion de la sanction de la Loi modifiant les Statuts refondus, 1925, relativement à la création de nouveaux districts électoraux.